# Despurinització
La despurinització és una lesió espontània de l'ADN, més comuna que la desaminació. Implica l'eliminació de l'enllaç glucosídic entre la base i la desoxirribosa, i la consegüent pèrdua d'un residu de guanina o adenina (purines) de l'ADN.
Una cèl·lula de mamífer perd espontàniament del seu ADN unes 1.000 purines durant un temps de generació de 20 hores. Si aquestes lesions persistissin, conduirien a un dany genètic important, ja que, en la replicació, els llocs apurínics resultants no podrien especificar la base complementària de la purina original.